# Tovačov
Tovačov (in tedesco Tobitschau) è una città della regione di Olomouc, nella zona orientale della Repubblica Ceca; è situata nel distretto di Přerov.